# Sten Tolgfors
Sten Sture Tolgfors, né le 17 juillet 1966 à Forshaga (Suède), est un homme politique suédois.

## Biographie
Il occupe du 24 octobre 2006 au 6 septembre 2007, la fonction de ministre du Commerce extérieur.  De 2007 à 2012, il est ministre de la Défense de la Suède succédant à Mikael Odenberg. Il est membre du Parti du rassemblement modéré.
Il démissionne de ses fonctions de ministre le 29 mars 2012, à la suite de controverses sur un contrat passé avec l'Arabie saoudite pour y construire une usine d'armements.